# Trưng cầu dân ý về hiến pháp Maroc năm 2011
Một cuộc trưng cầu ý dân về cải cách hiến pháp được tổ chức tại Maroc vào ngày 1 tháng 7 năm 2011 theo lệnh của quốc vương Maroc nhằm đáp lại các cuộc biểu tình đòi cải cách dân chủ bắt đầu vào ngày 20 tháng 2 năm 2011 với hơn mười nghìn người tham gia. Một ủy ban dự thảo hiến pháp được thành lập, có nhiệm vụ soạn thảo sửa đổi hiến pháp trước tháng 6 năm 2011. Dự thảo hiến pháp được công bố vào ngày 17 tháng 6, có những thay đổi sau:
- Quốc vương phải bổ nhiệm một thủ tướng từ đảng lớn nhất trong Hạ viện;
- Thủ tướng được trao một số quyền hạn của quốc vương, bao gồm quyền giải tán Hạ viện;
- Quốc hội quyết định đại xá thay vì quốc vương;
- Ngữ tộc Berber là ngôn ngữ chính thức cùng với tiếng Ả Rập

Dự thảo hiến pháp sửa đổi được 98,49% cử tri bỏ phiếu chấp thuận với tỷ lệ cử tri đi bỏ phiếu là 72,65% theo chính phủ mặc dù phong trào biểu tình kêu gọi tẩy chay cuộc trưng cầu ý dân.
Sau cuộc trưng cầu ý dân, bầu cử Hạ viện sớm được tổ chức vào ngày 25 tháng 11 năm 2011.

## Nội dung

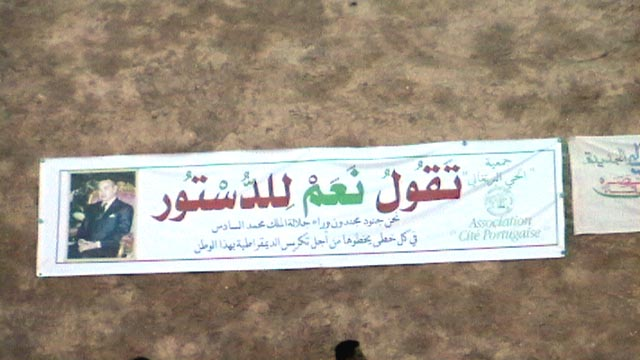
Áp phích vận động ủng hộ dự thảo hiến pháp ở El Jadida

Dự thảo hiến pháp có những cải cách sau đây:
- Ngữ tộc Berber[8] là ngôn ngữ chính thức của Maroc cùng với tiếng Ả Rập.[9]
- Nhà nước bảo tồn, bảo vệ tiếng Ả Rập Hassānīya và tất cả các ngôn ngữ của văn hóa Maroc như một di sản quốc gia.[9]
- Quốc vương bổ nhiệm thủ tướng từ đảng giành được nhiều ghế nhất trong cuộc bầu cử Hạ viện. Trước đây, quốc vương có thể bổ nhiệm một người bất kỳ làm thủ tướng nếu không có đảng nào có nhiều ghế hơn đáng kể so với những đảng khác trong Hạ viện.[5][10][11]
- Quốc vương không còn “thiêng liêng” nữa mà là “bất khả xâm phạm”.[12]

- Thủ tướng bổ nhiệm những cán bộ cấp cao trong chính quyền và doanh nghiệp nhà nước và đề nghị Hội đồng Bộ trưởng bổ nhiệm thống đốc Ngân hàng Maroc, đại sứ, thống đốc khu vực và tỉnh, cán bộ phụ trách nội an và cán bộ trong doanh nghiệp nhà nước thay vì quốc vương.[13][14]
- Thủ tướng là người đứng đầu chính phủ và có quyền giải tán Hạ viện.[15]
- Thủ tướng chủ trì Hội đồng Chính phủ, là cơ quan thảo luận chính sách của nhà nước, thay vì quốc vương.[15]
- Quốc hội quyết định đại xá thay vì quốc vương.[16]
- Tư pháp độc lập với lập pháp và hành pháp, quốc vương bảo đảm độc lập tư pháp.[15][17]
- Công dân nam, nữ bình đẳng về chính trị, dân sự, kinh tế, văn hóa, xã hội và môi trường. Hiến pháp năm 1996 chỉ quy định công dân nam, nữ bình đẳng về chính trị tuy cũng quy định mọi công dân đều bình đẳng trước pháp luật.[11]
- Quốc vương tiếp tục giữ quyền thống lĩnh lực lượng vũ trang, quyết định chính sách đối ngoại, các vấn đề tôn giáo, giám sát tòa án và bổ nhiệm, miễn nhiệm thủ tướng[18]
- Công dân có quyền tự do tư tưởng, ngôn luận và sáng tạo nghệ thuật thay vì chỉ quyền tự do ngôn luận, đi lại và lập hội.[11][19]

## Kết quả
| Lựa chọn                     | Lựa chọn                     | Phiếu bầu  | %      |
| ---------------------------- | ---------------------------- | ---------- | ------ |
| Đồng ý                       | Đồng ý                       | 9.653.492  | 98.50  |
| Không đồng ý                 | Không đồng ý                 | 146.718    | 1.50   |
| Tổng cộng                    | Tổng cộng                    | 9.800.210  | 100.00 |
|                              |                              |            |        |
| Phiếu bầu hợp lệ             | Phiếu bầu hợp lệ             | 9.800.210  | 99.17  |
| Phiếu bầu không hợp lệ/trống | Phiếu bầu không hợp lệ/trống | 81.712     | 0.83   |
| Tổng cộng phiếu bầu          | Tổng cộng phiếu bầu          | 9.881.922  | 100.00 |
| Cử tri phiếu bầu đã đăng ký  | Cử tri phiếu bầu đã đăng ký  | 13.451.404 | 73.46  |
| Nguồn: Morocco Board         |                              |            |        |